# Cyclommatus strigiceps laoticus
Cyclommatus strigiceps laoticus es una subespecie de coleóptero de la familia Lucanidae.

## Distribución geográfica
Habita en Laos.